# Сан Состене
Сан Со̀стене (на италиански: San Sostene, на местен диалект San Sòsti, Сан Сости) е село и община в Южна Италия, провинция Катандзаро, регион Калабрия. Разположено е на 470 m надморска височина. Населението на общината е 1347 души (към 2010 г.).